# Anders Öhrman
Anders Öhrman, född 1733, död 31 oktober 1794, var en svensk violinist och violast vid Kungliga hovkapellet.

## Biografi
Anders Öhrman föddes 1733. Han gifte sig 1771 med Katarina Maria Palm (1746–1826). Han var mellan 1780 och 1781 violinist vid Kungliga hovkapellet i Stockholm. Öhrman anställdes 1782 som violast vid Kungliga hovkapellet. Han avled 31 oktober 1794. Öhrman hade även arbetat som kabinettskurir.

## Musikverk
- Sonat för violin solo och basso continuo i d-moll.[4]

1. Allegro moderato
2. Adagio
3. Un poco vivace

- Sonat för violin solo och basso continuo i d-moll.[4]

1. Moderato
2. Ariozo
3. Giga no molto allegro